# Chlamydomonas cienkowskii
Chlamydomonas cienkowskii là một loài tảo trong họ Chlamydomonadaceae, thuộc chi Chlamydomonas.